# Силва Паиш, Фернанду
Ферна́нду Эдуа́рду да Си́лва Па́иш (порт. Fernando Eduardo da Silva Pais; 16 ноября 1905, Баррейру — 27 января 1981, Лиссабон) — португальский деятель спецслужб, последний директор ПИДЕ в 1962—1974. Руководил репрессивной политикой режима Салазара—Каэтану, являлся видной фигурой Нового государства. После Революции гвоздик — арестован и привлечён к судебной ответственности. Скончался в заключении до вынесения приговора.

## Взгляды и служба
Родился в семье предпринимателя-железнодорожника. Окончил Высший технический институт Лиссабонского университета, получил специальность инженера-строителя. Отличался успехами в учёбе.
Фернанду Силва Паиш придерживался крайне правых политических взглядов. Он был сильно разочарован неустойчивостью послереволюционных правительств. В 1926 году поддержал военный переворот и приход к власти генерала Кармоны.
С 1932 Фернанду Силва Паиш стал убеждённым сторонником Антониу Салазара и Нового государства. Занимал ультраправые позиции, выражал также прогитлеровские симпатии. С 1936 состоял в Национальном союзе и Португальском легионе. Когда в Испании началась гражданская война, Силва Паиш сформировал на своей малой родине в Баррейру антикоммунистический вооружённый отряд. С 1937 служил в полиции, с 1939 возглавлял экономический департамент — Генеральное управление снабжения.

## Директор ПИДЕ
Деятельность Фернанду Силва Паиша была замечена премьер-министром Салазаром и вызвала его одобрение. В 1962 году Силва Паиш был назначен директором тайной полиции режима ПИДЕ (с 1969 PIDE переименована в DGS). Его заместителем являлся Барбьери Кардозу. Силва Паиш и Кардозу являлись не только функционерами репрессивного аппарата, но и влиятельными политиками. Оба принадлежали к окружению Антониу Салазара, затем Марселу Каэтану. Встречи Силва Паиша с премьер-министром проводилась еженедельно.
Руководство Силва Паиша пришлось на период португальской колониальной войны. Этим в значительной степени определялось подавление оппозиции, резкое ужесточение карательной политики в 1961—1964, конце 1960-х и 1973 годах. В 1967 Силва Паиш внёс законопроект о значительном расширении штата и полномочий ПИДЕ (проект был утверждён Салазаром). На Силва Паиша возлагается ответственность за политические аресты ПИДЕ и применение пыток. В то же время ПИДЕ пользовалась в мировом сообществе спецслужб высокопрофессиональной репутацией.
Другим направлением деятельности ПИДЕ было участие в международной Операции «Гладио». В Лиссабоне под прикрытием ПИДЕ базировалась штаб-квартира межнациональной ультраправой организации Aginter Press. Главная акция ПИДЕ того периода — убийство Умберту Делгаду — в значительной степени совершалась в этом контексте, с участием испанских, французских и итальянских ультраправых активистов.
Генерал Умберту Делгаду, лидер оппозиции салазаризму, был убит 13 февраля 1965. Курировал операцию Барбьери Кардозу, спецгруппой командовал Антониу Роза Казаку, непосредственным убийцей стал Казимиру Монтейру. Общее руководство осуществлял Фернанду Силва Паиш в качестве директора ПИДЕ.
Впоследствии было установлено, что именно Силва Паиш в 1963 предложил Салазару нанести удар по Делгаду и его сторонникам. При этом установка на убийство прямо не озвучивалась, речь шла о захвате Делгаду и доставке в Португалию. Однако физическая ликвидация с самого начала допускалась как вариант. Силва Паиш отчитался перед Салазаром в завершении убийства. В то же время считается, что изначально убийство Делгаду инициировал Кардозу.
Как директор ПИДЕ Силва Паиш состоял в руководстве оперативной группы, организовавшей убийство лидера ПАИГК Амилкара Кабрала.

## Арест, суд, кончина
25 апреля 1974 года португальская Революция гвоздик свергла режим Каэтану. В этот день Фернанду Силва Паиш находился в лиссабонской штаб-квартире ПИДЕ/ДЖС на улице Антониу Мария Кардозу. Он возглавил вооружённое сопротивление сотрудников революционным войскам и их сторонникам-демонстрантам. В результате боя погибли пять человек (четверо демонстрантов и один агент ПИДЕ), десятки получили ранения. При этом, когда революционеры вошли в его кабинет, Силва Паиш заявил о своей солидарности с ними и лично снимал со стены портреты Салазара, Каэтану и Томаша.
В первый же день революции ПИДЕ/ДЖС была расформирована декретом Совета национального спасения. Фернанду Силва Паиш отказался от предложения генерала Спинолы покинуть страну (как поступили многие функционеры ПИДЕ), был арестован в своём доме 27 апреля и доставлен в тюрьму Кашиас. Он рассматривался как главный заключённый революционного режима.

В шестьдесят пятой камере помещался Силва Паиш, всесильный хозяин ПИДЕ, генеральный директор Главного управления безопасности, человек, распоряжавшийся судьбой любого португальца, а иногда даже и судьбами людей за пределами страны… Паиш сидел за столом и что-то писал… У него был домашний, уютный вид доброго седого дедушки… В такой комнате человек его возраста должен писать нравоучительные воспоминания — в назидание потомству. А что писал Силва Паиш — не знаю.

Генрих Боровик, Май в Лиссабоне

Вместе с группой своих подчинённых по ПИДЕ Фернанду Силва Паиш предстал перед судебным процессом по делу об убийстве генерала Делгаду. Держался жёстко, виновным себе не признавал, настаивал на том, что выполнял ответственное правительственное задание во благо государства.
75-летний Фернанду Силва Паиш скончался в военном госпитале за несколько месяцев до вынесения приговора. Дело в его отношении было прекращено за смертью обвиняемого.

## Семья
Арманду да Силва Паиш — младший брат Фернанду Силва Паиша — был известен как журналист, историк и администратор Баррейру. По взглядам он был правым республиканцем-националистом и в целом поддерживал Салазара.
Анни Силва Паиш (1 декабря 1935 – 13 июля 1990) — единственная дочь Фернанду Силва Паиша в 1962 году приехала на Кубу в качестве жены швейцарского дипломата и вскоре стала горячей сторонницей Кубинской революции. Встречалась с Фиделем Кастро и Эрнесто Че Геварой, высказывала восхищение ими. Арманда Силва Паиш — жена Фернанду Силва Паиша, мать Анни — не смогла убедить её вернуться в Португалию. Ситуация с «побегом Анни» вызвала скандал в Лиссабоне. Однако Антониу Салазар проявил обычное для него холодное безразличие и никак не изменил отношения к директору ПИДЕ.
Около двадцати пяти лет Анни Силва Паиш состояла в кубинских дипломатических и пропагандистских организациях, работала личным переводчиком Фиделя Кастро. Много путешествовала по миру, побывала и в послереволюционной Португалии (но с отцом уже не встречалась). Умерла от рака груди в Гаване в возрасте 54 лет.
Судьба Анни Силва Паиш описана в книге португальских журналистов Жозе Педру Кастанейры и Валдемара Круша A Filha Rebelde — Восставшая дочь.

## Память
Отношение к Фернанду Силва Паишу в современной Португалии в принципе негативное — как к высокопоставленному функционеру диктаторского режима, ответственному за политические репрессии. Однако в 2007 году его племянники предъявили иск за публицистические обвинения Силва Паиша в убийстве Умберту Делгаду. Поскольку его вина формально не была установлена судом, истцы расценили это как подрыв репутации покойного. Ответчиками выступали театральные деятели Карлуш Фрагатейру, Жозе Мануэл Каштанейра и Маргарида Фонсека Сантуш — организаторы сценической постановки «A Filha Rebelde».

Трудно понять, что ещё может подорвать репутацию человека, который был начальником политической полиции.

Карлуш Фрагатейру

## Интересные факты
Фернанду Силва Паиш фигурирует как персонаж в фильме Operação Outono — Операция Осень — об убийстве Умберту Делгаду. Роль Силва Паиша исполняет известный актёр и режиссёр Жулиу Кардозу.